# Fonds d'intervention pour la qualité de la vie
Le Fonds d'intervention pour la qualité de la vie (FIQV) est un organisme interministériel français chargé de financer des opérations de protection de la nature et de l'environnement.
Niveau national français, créé en 1982.